# Trent (rzeka w Anglii)

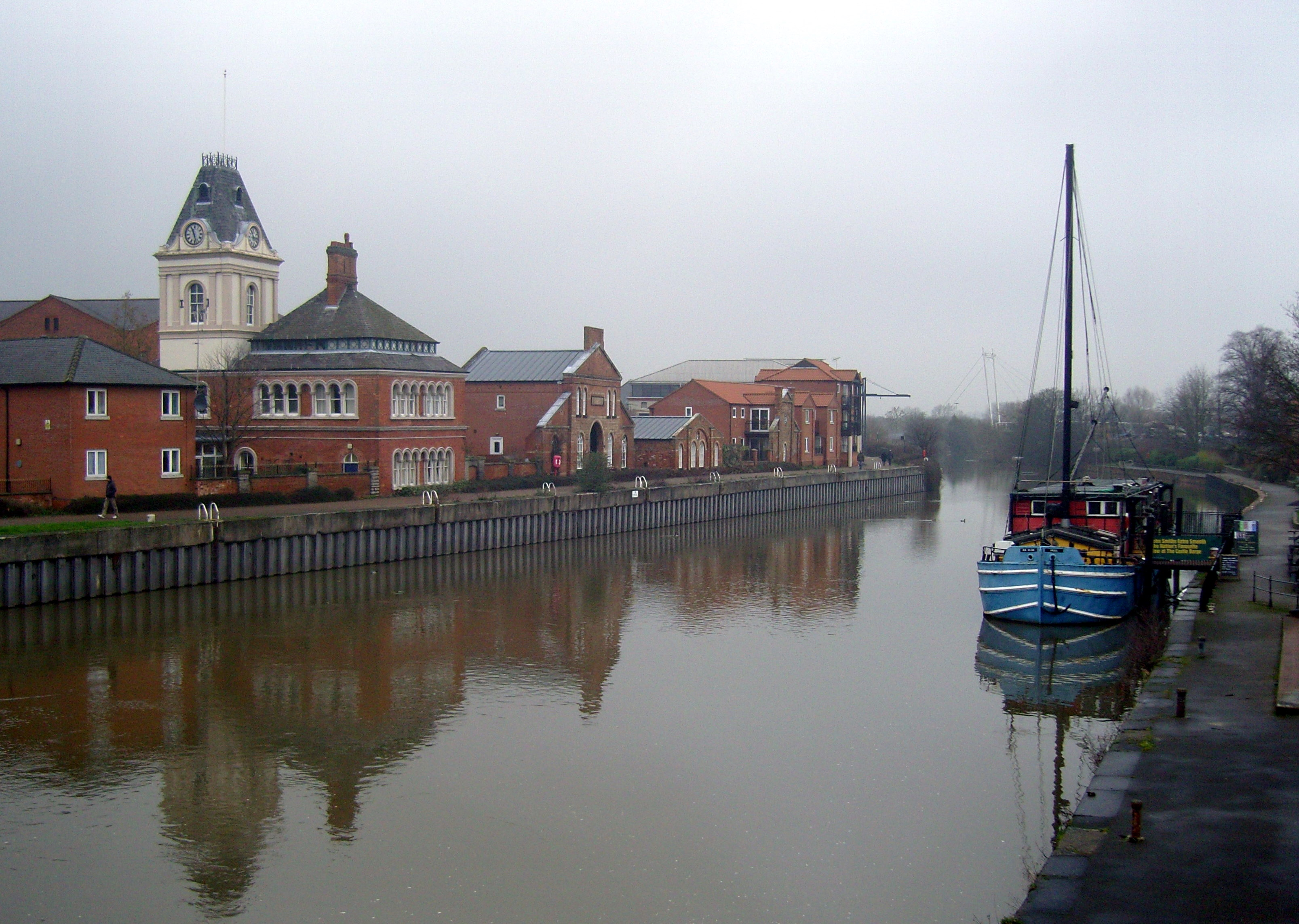
Rzeka Trent przepływająca przez miasto Newark-on-Trent

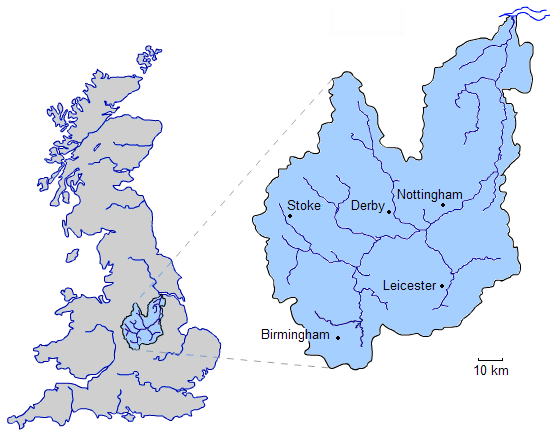
Mapa dorzecza rzeki Trent

Trent – rzeka w Wielkiej Brytanii, w środkowej Anglii o długości 298 km.
Rzeka wypływa ze źródeł na zachodnim zboczu Gór Pennińskich, między Biddulph a Mow Cop na południe od Manchesteru, okrąża Góry Pennińskie od południa, płynie przez Nizinę Angielską i uchodzi do Morza Północnego estuarium Humber (tworząc je wspólnie z rzeką Ouse).
Rzeka jest żeglowna od ujścia Derwent. Połączona jest kanałami z dorzeczami sąsiednich rzek, m.in. z Witham, Dee, Mersey.
Główne dopływy:
- lewe: Dove, Derwent, Idle;
- prawe: Tame.

Ważniejsze miejscowości nad Trentem: Stoke-on-Trent, Burton-upon-Trent, Nottingham, Newark-on-Trent.